# The Tank Museum

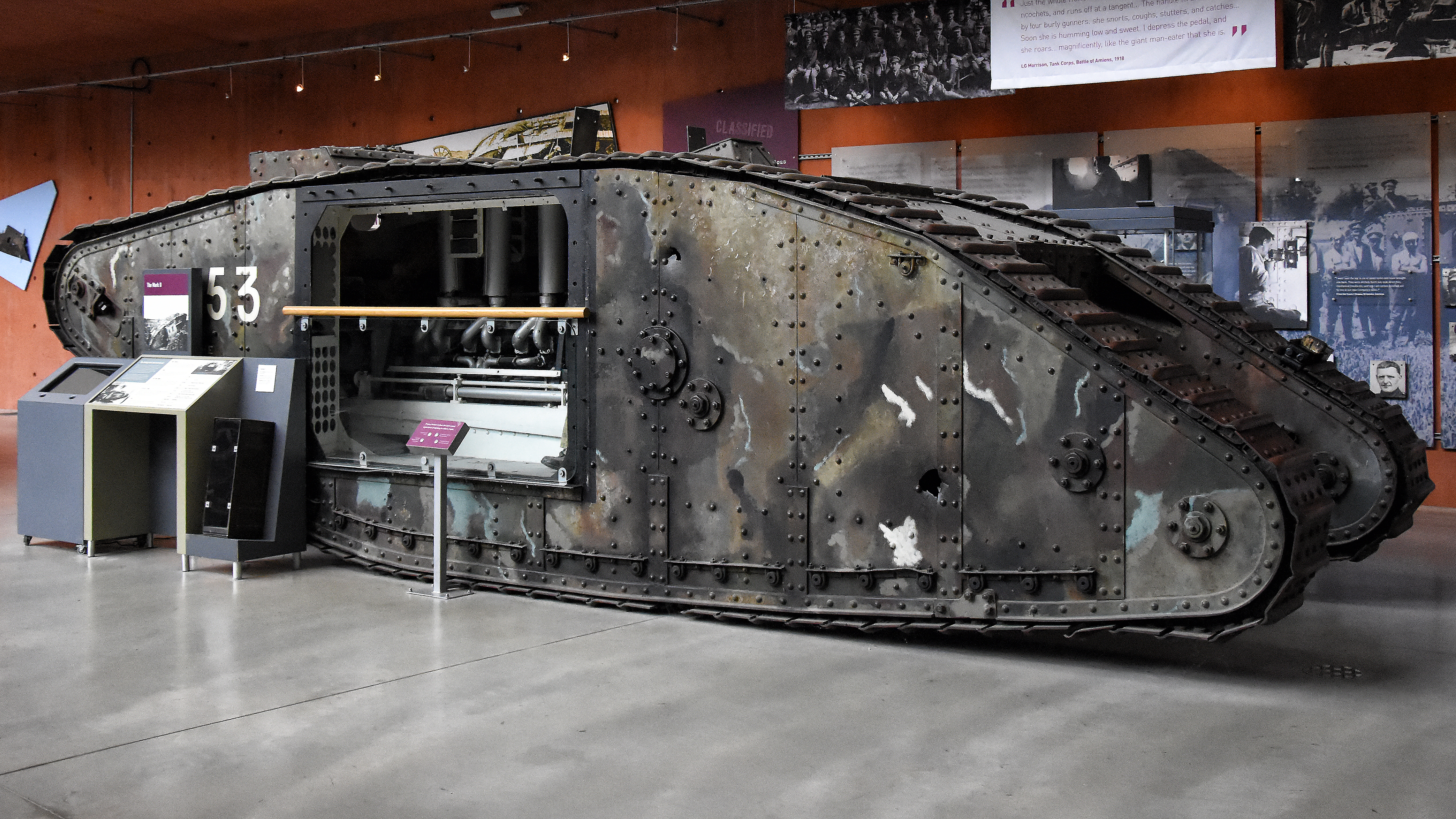
Een Mark II in het museum - variant van de Mark I

The Tank Museum (Nederlands: Het Tankmuseum), eerder The Bovington Tank Museum genoemd, is een museum in Bovington Camp in het Engelse graafschap Dorset. De collectie belicht de geschiedenis van de tank via een collectie van meer dan 300 stuks uit 26 landen en is daarmee de derde grootste verzameling van tanks in de wereld. Het museum bezit de Tiger 131, de enige functionerende Duitse Tiger I en de Britse Mark I, de oudste overblijvende gevechtstank uit de Eerste Wereldoorlog, en zijn varianten.
Bovington Camp, de locatie waar het museum is gebouwd, traint het grootste deel van het Britse leger in het rijden met rupsbandaangedreven voertuigen, herstelt en onderhoudt ze.

## Ontstaan van het museum
In 1916 bouwde de Britse legerleiding Bovington Camp uit tot een trainingsfaciliteit voor tankbemanningen. In die periode werden tanks door de Britten geïntroduceerd in de Eerste Wereldoorlog in een poging om de stagnatie van de loopgravenoorlog te doorbreken. In 1923, tijdens een bezoek, kwam de idee van schrijver Rudyard Kipling om hier een museum op te zetten. Na de Tweede Wereldoorlog breidde de collectie sterk uit met tanks van de geallieerden en exemplaren veroverd op de Asmogendheden. Een groot deel functioneert nog en wordt aan het publiek getoond op het circuit bij het museum, onder meer tijdens het zogenaamd TankFest dat jaarlijks wordt gehouden.

## De collectie
In zes hallen geeft het museum een overzicht van de ontwikkeling van de tank en toont een aantal oorlogstheaters waarin tanks een grote rol speelden. Uiteraard is er veel aandacht voor Britse rupsaangedreven voertuigen met de Little Willie die aan het begin stond van de tankontwikkeling. Verder zijn er de Centurion, de Chieftain, de Comet, en de Challenger 1 en Challenger 2 tentoongesteld. Onder meer een nagebouwde productielijn van de Centurion en een in de lengte doorgesneden exemplaar van dezelfde tank zijn er te zien.
De verzameling Duitse voertuigen uit de Tweede Wereldoorlog die onder meer bestaat uit de  Panzerkampfwagen I, Panzerkampfwagen II Panzerkampfwagen III, Panzerkampfwagen IV, Panzerkampfwagen V, Tiger I, de Tiger II, de Jagdpanther, de Elefant, de Jagdpanzer Hetzer en de Jagdtiger en het Sturmgeschütz III is een belangrijke attractiepool voor het museum. Ook een aantal tanks van Russische makelij zoals de SU-76, de T-34-85, de T-55, T-62, T-72 en het Type 95 Ha-Go uit Japan kregen een plaats.

## Tentoonstellingshallen

### Wereldoorlog I-hal
Naast de Loopgravenervaring bevat deze hal de meerderheid van tanks uit de Eerste Wereldoorlog en vertelt het verhaal van de mannen die voor het eerst tanks tussen 1916 en 1918 bemanden.
- Opgemerkt: Mark I, IV, V, IX en Mark VIII

### Interbellumhal
- Van oorlogspaard tot paardenkracht

Hier toont men de opkomst van de tank en de rol van de cavalerie aan het westelijk front.
- Opgemerkt: Vickers A1E1 Independent, Peerless Armoured Car, Vickers Light tank, Mark II.

### Wereldoorlog II-hal
De grootste tentoonstellingsruimte met tanks van de meeste naties die betrokken waren in het conflict.
- Opgemerkt:  Sturmgeschütz III, Tiger II, , Sd.Kfz. 251, SOMUA S35, Comet I, Matilda I, A38 Valiant, Ram Cruiser Mk II, M24 Chaffee, M4 Sherman, M10 (tankjager), M48 Patton, M26 Pershing, T17 Staghound, Hamilcar glider, DUKW, SU-76, T-26, KV-1, L3/33 LF, M13/40, Tortoise, Black Prince, A34 Cruiser Tank Comet.

## Galerij

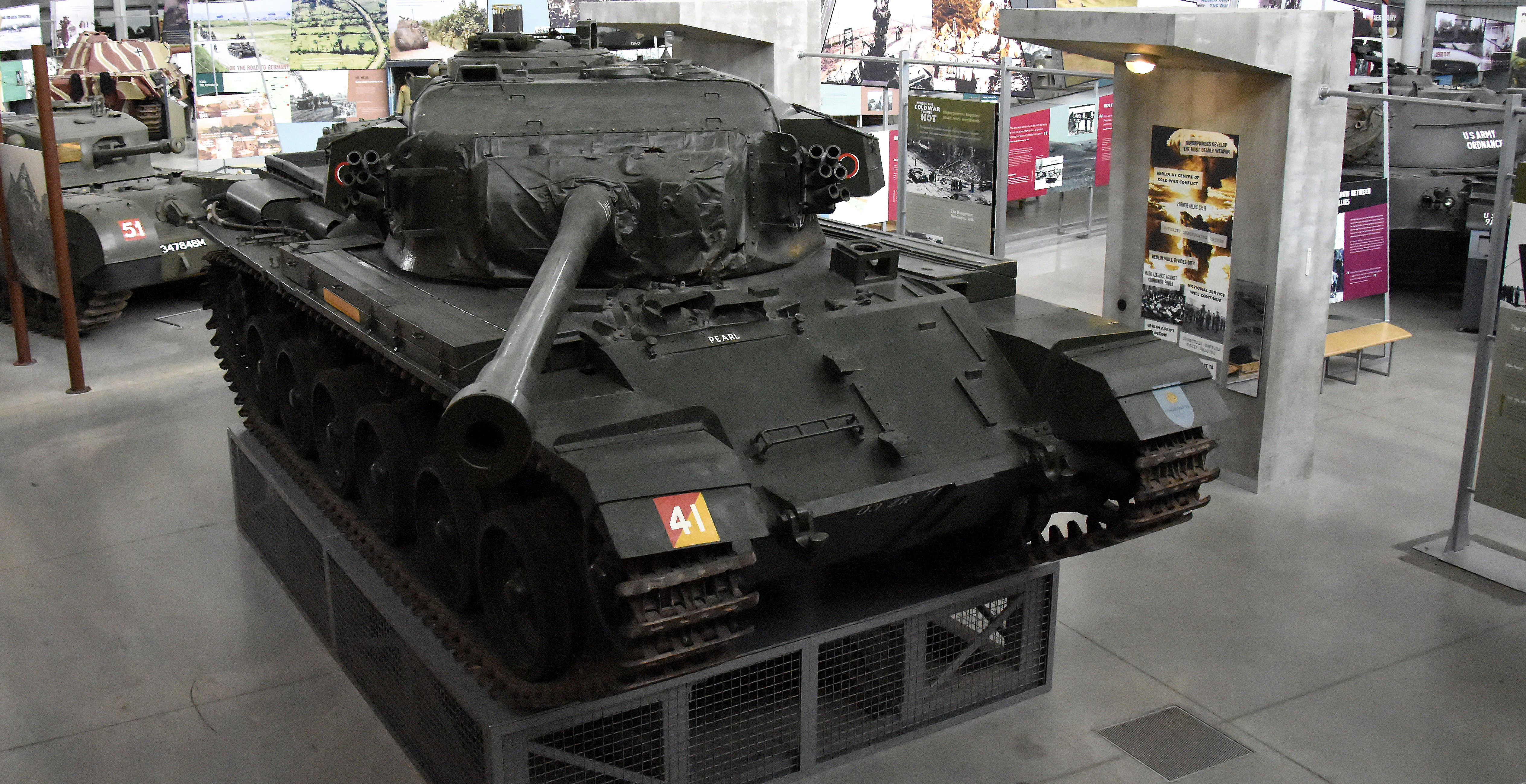
Een Centurion in het museum
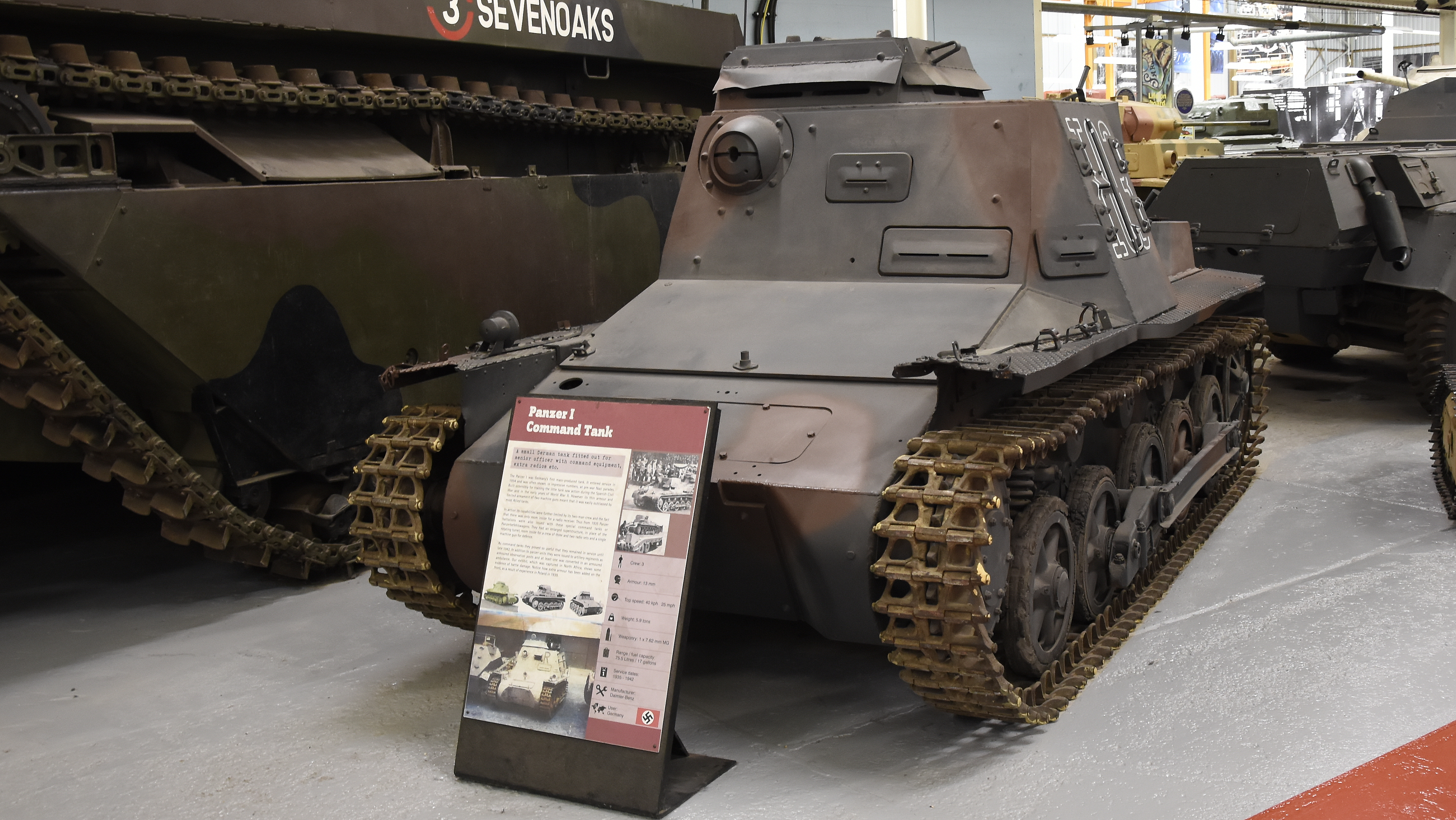
Panzerkampfwagen I commandantversie in het museum
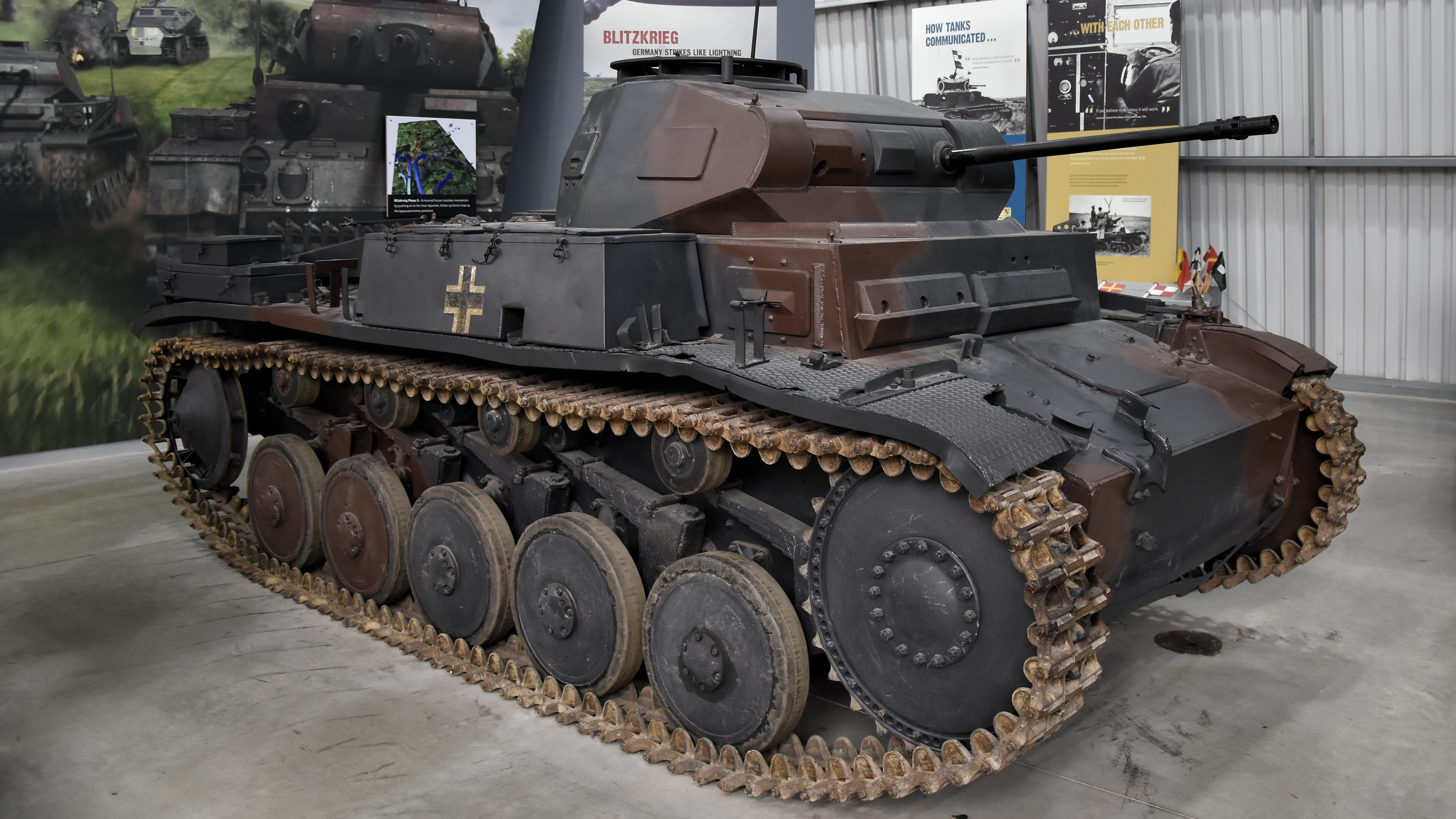
Panzerkampfwagen II in het museum
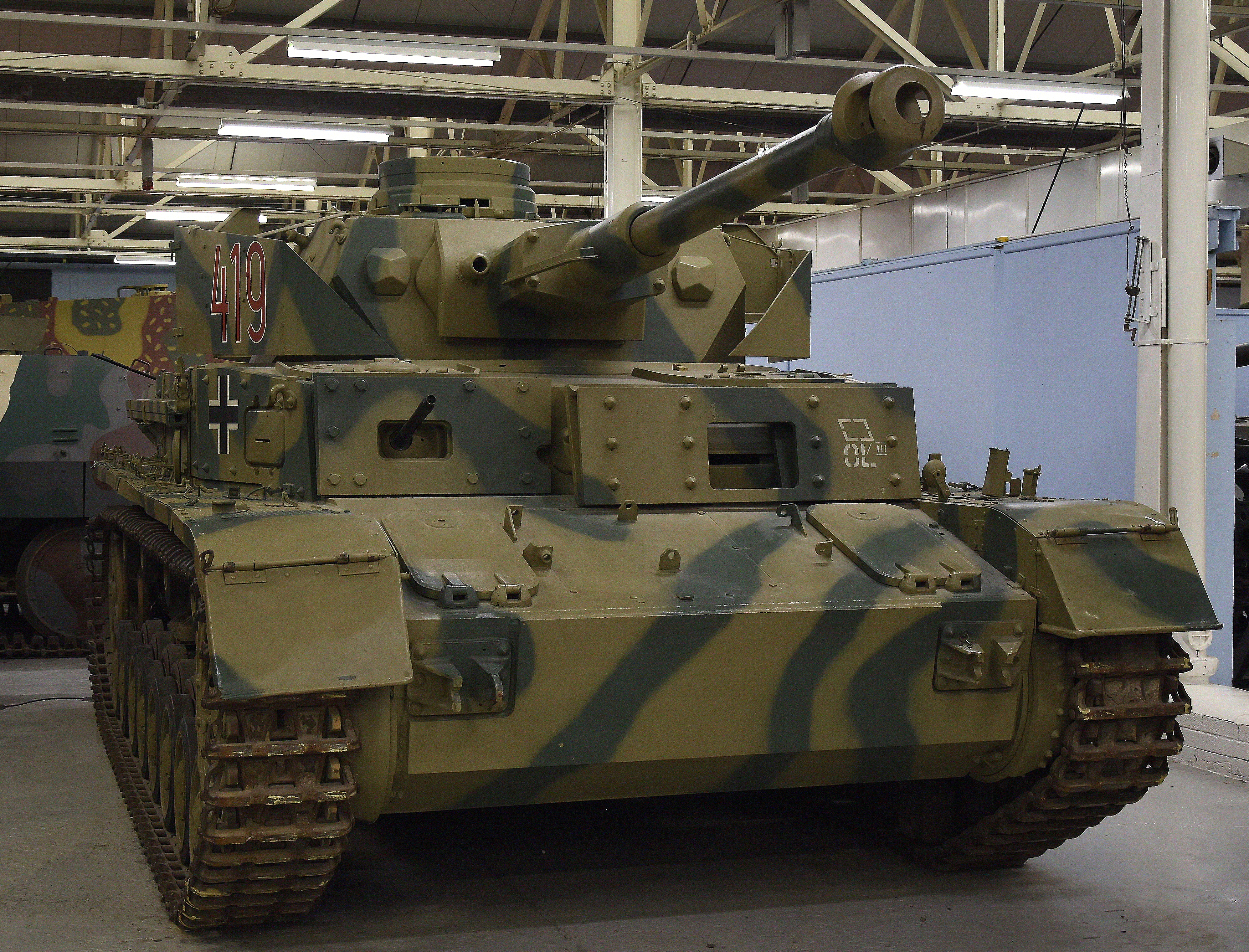
Panzerkampfwagen IV in het museum
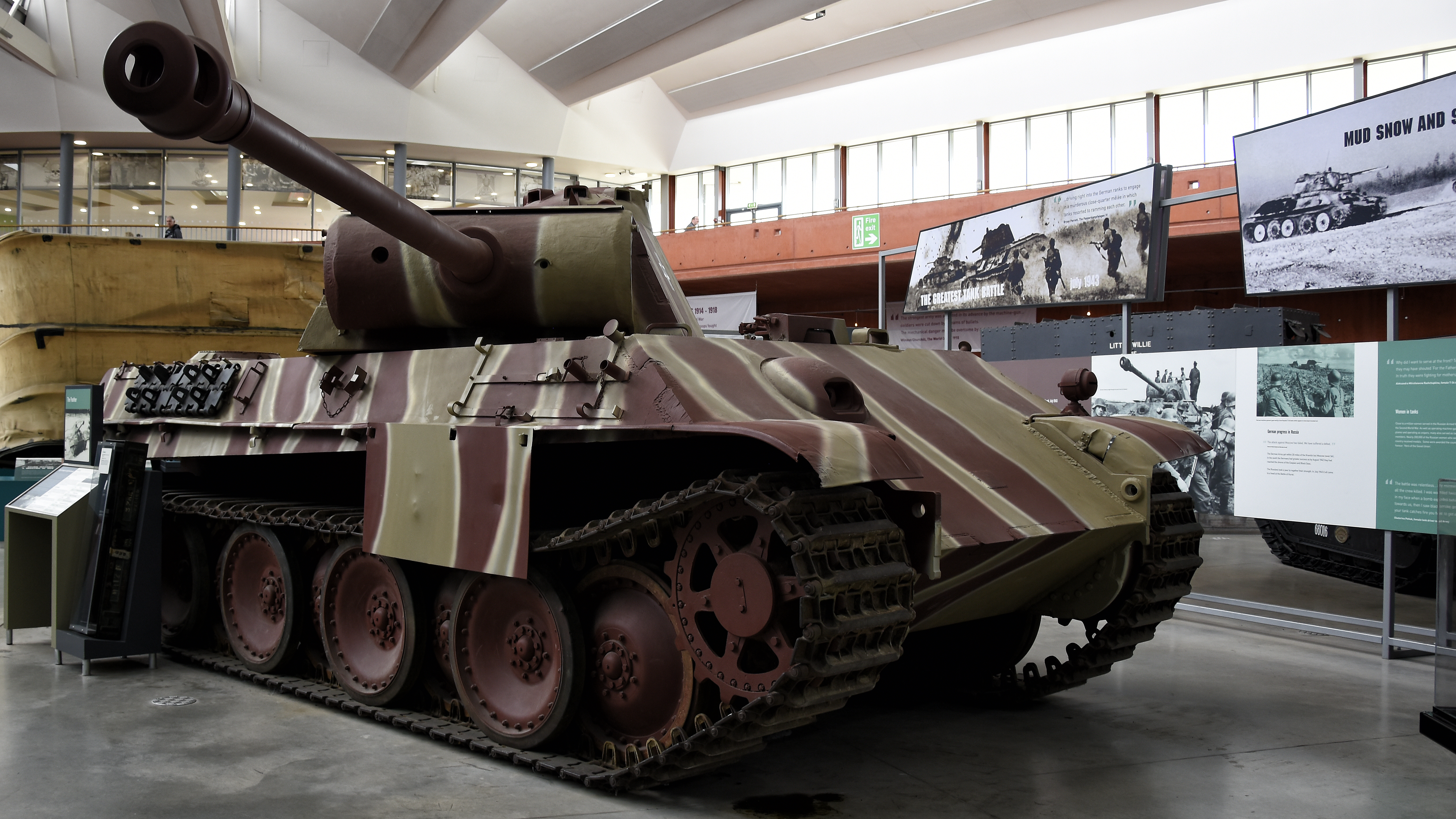
Panzerkampfwagen V in het museum
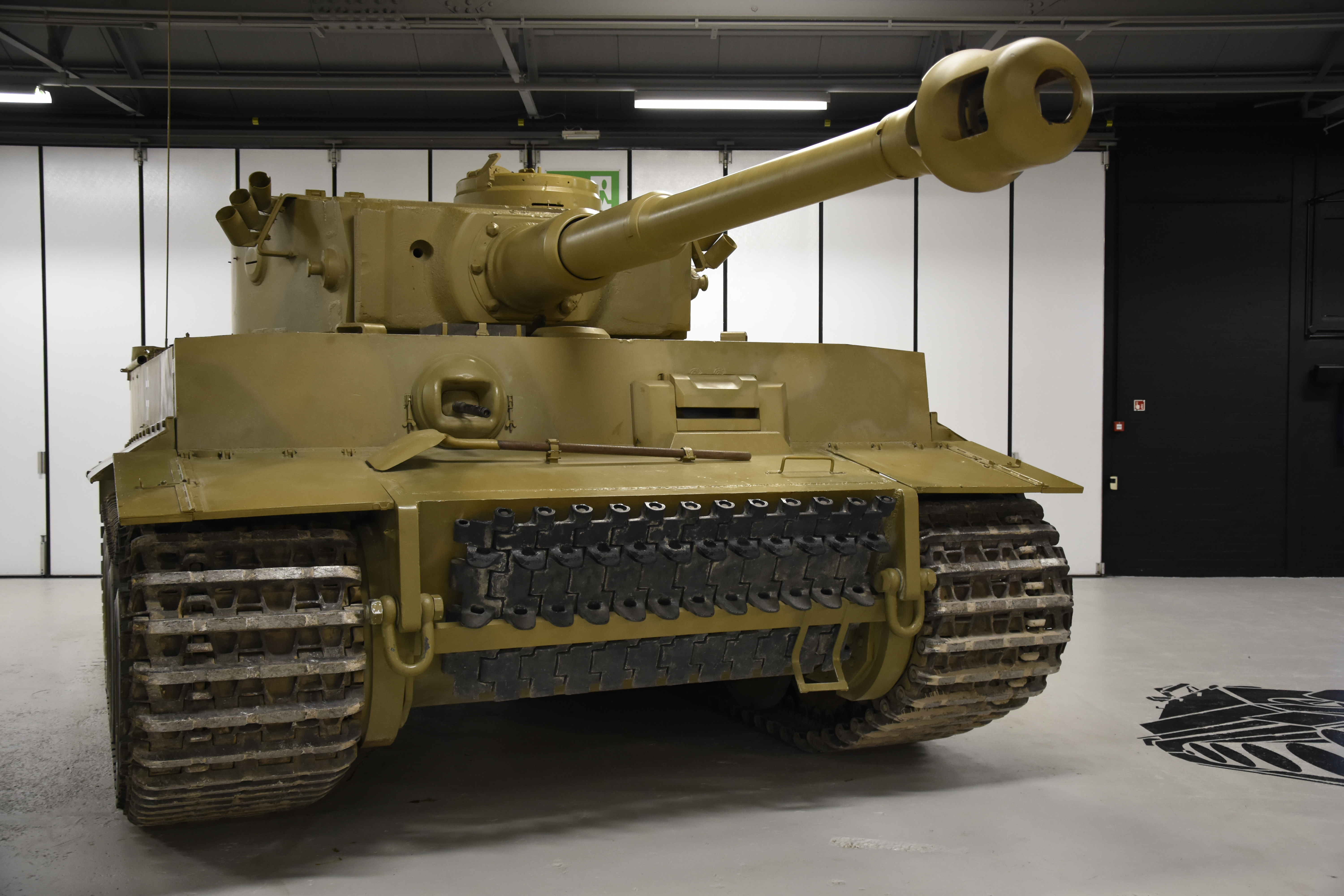
Tiger I in het museum
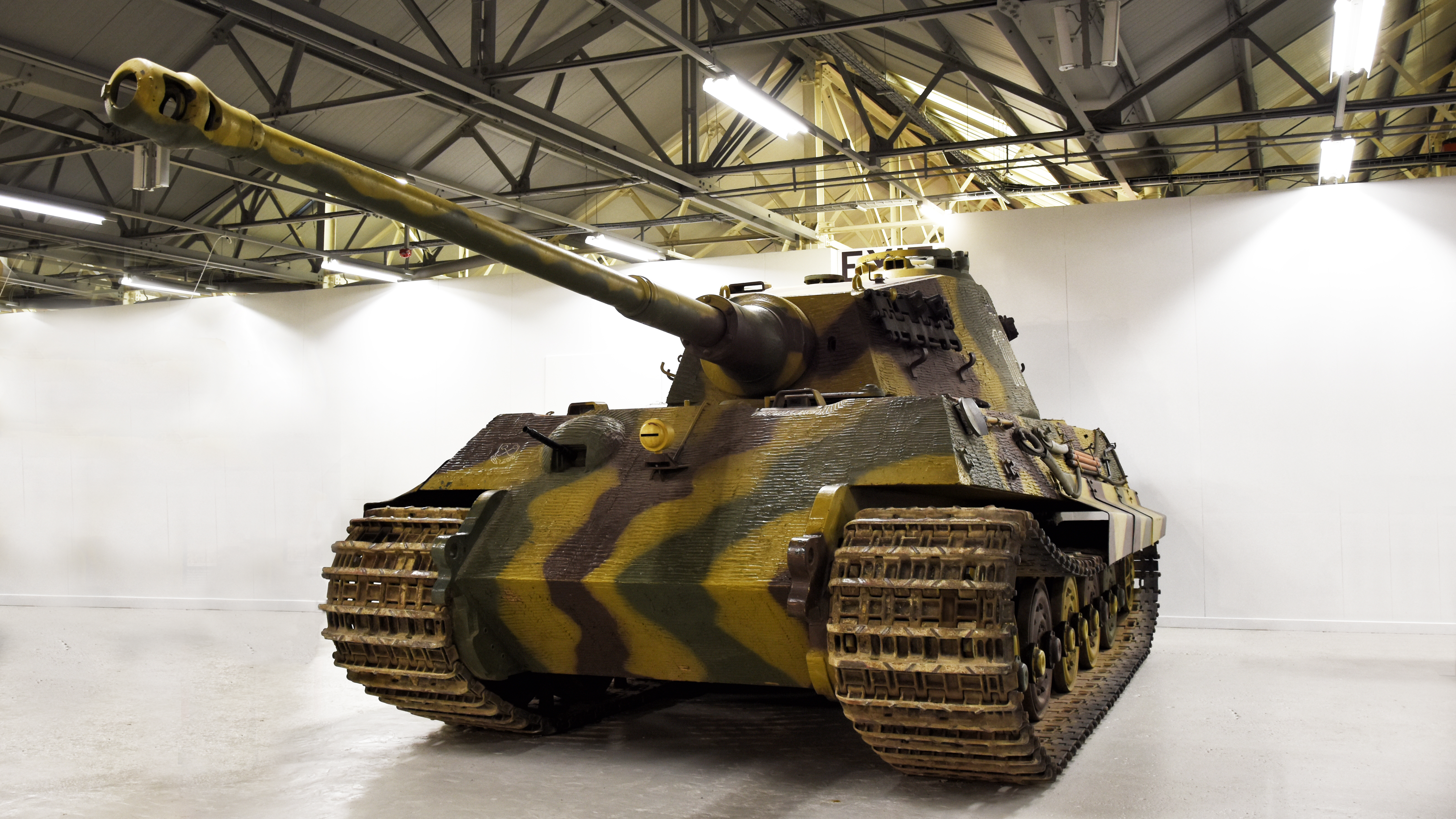
Tiger II in het museum
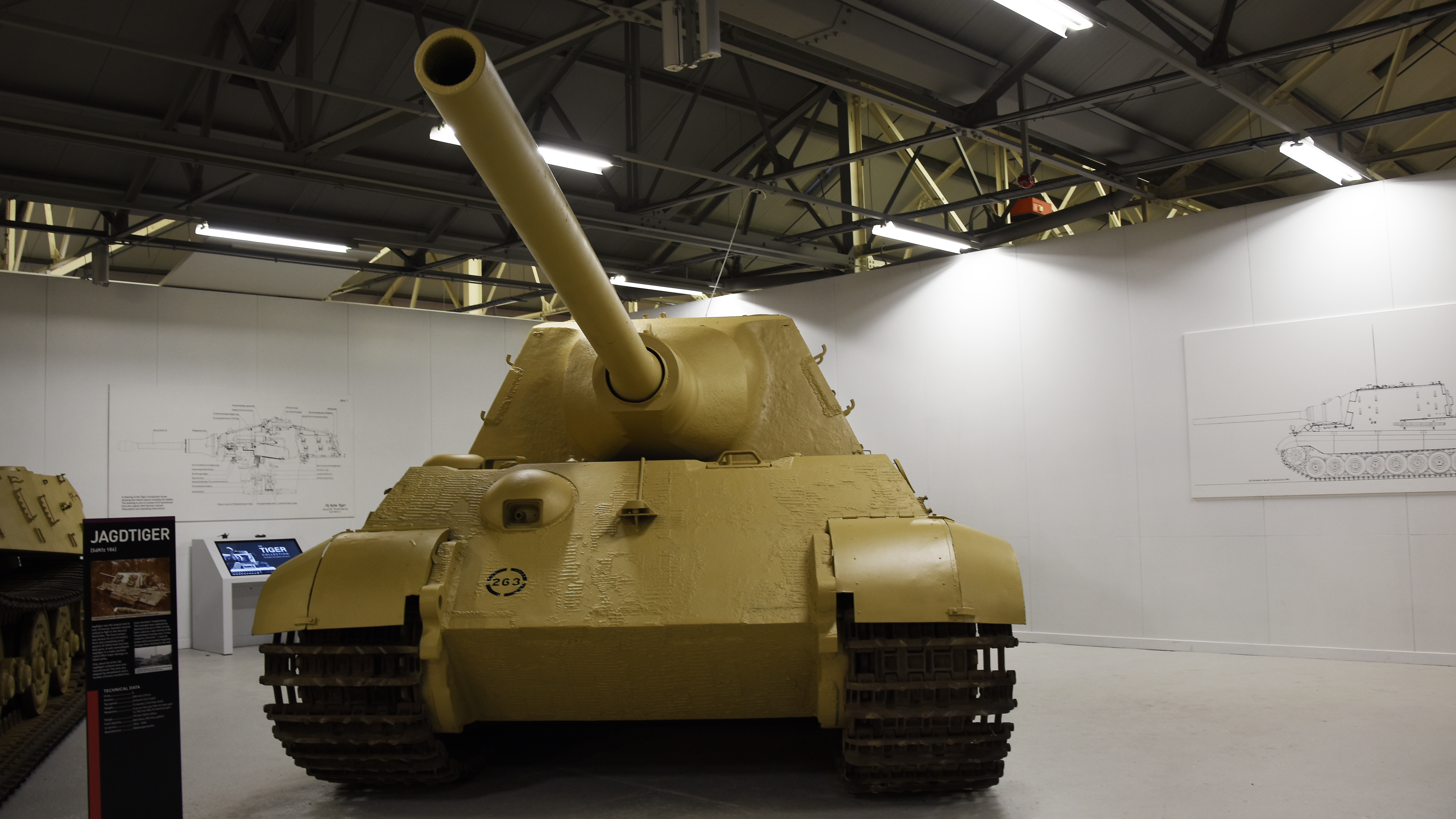
Jagdtiger in het museum
Jagdpanther in het museum
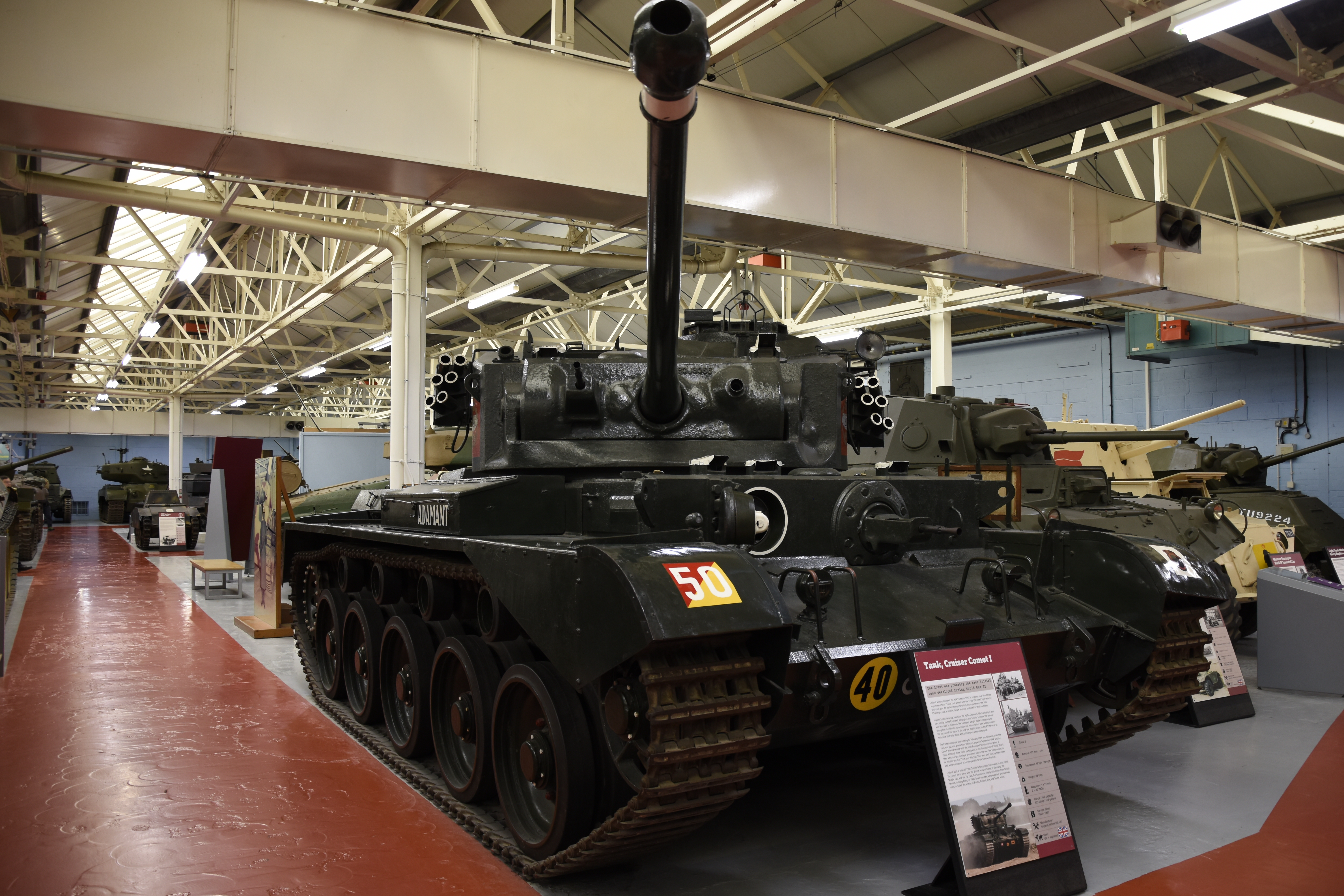
A34 Cruiser Tank Comet in het museum